# Mezquital del Oro
Mezquital del Oro är en ort i Mexiko.   Den ligger i kommunen Mezquital del Oro och delstaten Zacatecas, i den centrala delen av landet, 500 km väster om huvudstaden Mexico City. Mezquital del Oro ligger 1 214 meter över havet och antalet invånare är 1 147.
Terrängen runt Mezquital del Oro är huvudsakligen lite bergig. Mezquital del Oro ligger nere i en dal. Runt Mezquital del Oro är det mycket glesbefolkat, med 6 invånare per kvadratkilometer. Närmaste större samhälle är Trinidad García de la Cadena, 10,5 km väster om Mezquital del Oro. I omgivningarna runt Mezquital del Oro växer huvudsakligen savannskog.